# Ajsarguina (Eredvi)
Ajsarguina (en georgiano: ახსარგინა) o Ajsaryin (en osetio: Æхсæрджын) es una aldea que pertenece a la parcialmente reconocida República de Osetia del Sur, parte del distrito de Tsjinval, aunque de iure pertenece al municipio de Eredvi de la región de Iberia Interior de Georgia.

## Geografía
Ajsarguina se encuentra a orillas del río Tsalbudi, a 28 kilómetros de Tsjinvali. La aldea se administra desde el pueblo de Ghromi.  

## Historia
Tras la guerra de Osetia del Sur de 1991-1992, los osetios lograron controlar el pueblo y desde 2006, forma parte del municipio de Eredvi en la legislación georgiana.

## Demografía
La evolución demográfica de Ajsarguina entre 1939 y 1989 fue la siguiente:
| 104                                                      | 63 | 25 | 0 | 0 |
| (Fuente: Population of South Ossetia since Soviet times) |    |    |   |   |